# الحزب العربي الديمقراطي
الحزب العربي الديمقراطي هو حزب سياسي لبناني ذو اغلبية علوية زعيم الحزب هو رفعت علي عيد ومقر الحزب في طرابلس شمال لبنان.الحزب مشارك في المعارك الدائرة في باب التبانة وجبل محسن
في تاريخ 10 أبريل 2014 قام القضاء العسكري اللبناني بإصدار مذكرة توقيف غيابية بحق رفعت عيد بعدما هرب مع غالبية قادة المحاور المشاركة في القتالات الداخلية في التبانة وجبل محسن في شمال لبنان. وفيما تردد أن رفعت عيد موجود حالياً في سوريا، قيل أن والده أي علي عيد تمكن من السفر إلى الولايات المتحدة الأميركية بعدما توافرت لديه إقامة دائمة هناك.